# Cimitero di guerra di Cesena
Il cimitero di guerra di Cesena è un cimitero militare di Cesena per i soldati dei paesi del Commonwealth caduti durante la seconda guerra mondiale. Venne progettato dell'architetto inglese Louis de Soissons.
Vi sono 775 tombe di militari provenienti dagli attuali Regno Unito, Canada, Nuova Zelanda, Sudafrica e India; tre tombe appartengono a ignoti.

## Galleria d'immagini

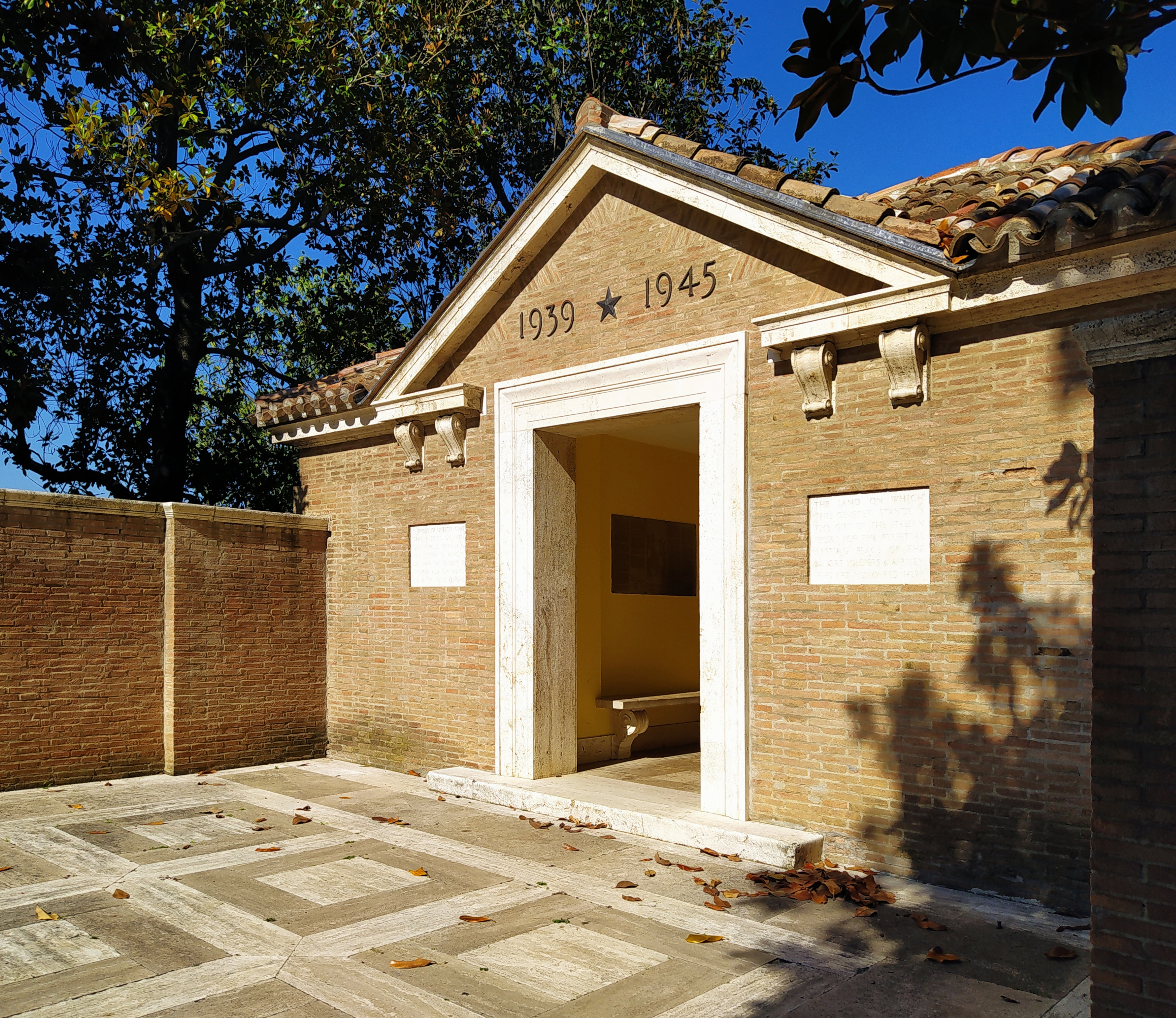
Ingresso del cimitero
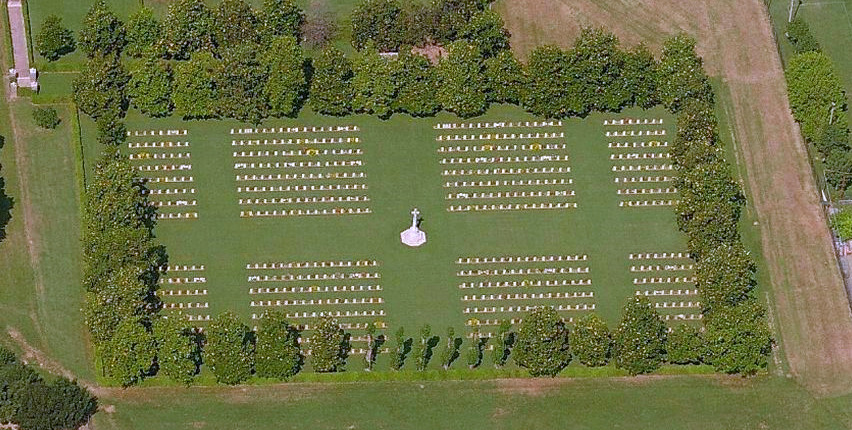
Il cimitero visto dall'alto.